# Animus (Rapper)/Diskografie
Diese Diskografie ist eine Übersicht über die musikalischen Werke des deutschen Rappers Animus.

## Alben

### Studioalben
| Jahr | Titel Musiklabel                                                    | Höchstplatzierung, Gesamtwochen, AuszeichnungChartplatzierungen (Jahr, Titel, Musiklabel, Platzierungen, Wochen, Auszeichnungen, Anmerkungen) | Höchstplatzierung, Gesamtwochen, AuszeichnungChartplatzierungen (Jahr, Titel, Musiklabel, Platzierungen, Wochen, Auszeichnungen, Anmerkungen) | Höchstplatzierung, Gesamtwochen, AuszeichnungChartplatzierungen (Jahr, Titel, Musiklabel, Platzierungen, Wochen, Auszeichnungen, Anmerkungen) | Anmerkungen                            |
| Jahr | Titel Musiklabel                                                    | DE | AT | CH | Anmerkungen                            |
| ---- | ------------------------------------------------------------------- | --- | --- | --- | -------------------------------------- |
| 2007 | Der Kugel Schreiber 667onemorethanthedevil (667onemorethanthedevil) | — | — | — | Erstveröffentlichung: 20. April 2007   |
| 2008 | Der Kugel Schreiber 2 Pelham Power Productions (Intergroove)        | — | — | — | Erstveröffentlichung: 19. Oktober 2008 |
| 2009 | Der Kugel Schreiber 3 Selbstverlag                                  | — | — | — | Erstveröffentlichung: 16. August 2009  |
| 2014 | Beastmode Made Music (Membran)                                      | DE93 (1 Wo.)DE | — | — | Erstveröffentlichung: 4. April 2014    |
| 2015 | Purpur Distri (Distri)                                              | DE54 (1 Wo.)DE | — | CH88 (1 Wo.)CH | Erstveröffentlichung: 6. Februar 2015  |
| 2016 | Beastmode II Selbstverlag (Distri)                                  | DE26 (1 Wo.)DE | AT52 (1 Wo.)AT | CH50 (1 Wo.)CH | Erstveröffentlichung: 29. April 2016   |
| 2018 | Beastmode 3 Bozz Music (Groove Attack)                              | DE11 (1 Wo.)DE | AT41 (1 Wo.)AT | CH27 (1 Wo.)CH | Erstveröffentlichung: 2. Februar 2018  |
| 2021 | Beastmode 4 – Kamikaze Samurai Ersguterjunge (Sony)                 | DE14 (1 Wo.)DE | — | — | Erstveröffentlichung: 23. April 2021   |

### Kollaboalben
| Jahr | Titel Musiklabel                     | Höchstplatzierung, Gesamtwochen, AuszeichnungChartplatzierungen (Jahr, Titel, Musiklabel, Platzierungen, Wochen, Auszeichnungen, Anmerkungen) | Höchstplatzierung, Gesamtwochen, AuszeichnungChartplatzierungen (Jahr, Titel, Musiklabel, Platzierungen, Wochen, Auszeichnungen, Anmerkungen) | Höchstplatzierung, Gesamtwochen, AuszeichnungChartplatzierungen (Jahr, Titel, Musiklabel, Platzierungen, Wochen, Auszeichnungen, Anmerkungen) | Anmerkungen                                         |
| Jahr | Titel Musiklabel                     | DE | AT | CH | Anmerkungen                                         |
| ---- | ------------------------------------ | --- | --- | --- | --------------------------------------------------- |
| 2019 | Carlo Cokxxx Nutten 4 Bushido (Sony) | DE1 (6 Wo.)DE | AT11 (4 Wo.)AT | CH1 (5 Wo.)CH | Erstveröffentlichung: 20. Dezember 2019 mit Bushido |

### Mixtapes
| Jahr | Titel Musiklabel                          | Anmerkungen                              |
| ---- | ----------------------------------------- | ---------------------------------------- |
| 2008 | Die Ruhe vor dem Sturm Selbstverlag       | Erstveröffentlichung: 23. Mai 2008       |
| 2010 | Die Stimme der Stummen Selbstverlag       | Erstveröffentlichung: 10. Dezember 2010  |
| 2012 | E.G.G.U.S. Selbstverlag                   | Erstveröffentlichung: 30. Juli 2012      |
| 2012 | Hast du Bars, Vol. 1 Ersguterjunge (Sony) | Erstveröffentlichung: 23. April 2021     |
| 2012 | Autopsie Vol. 1 Ersguterjunge (Sony)      | Erstveröffentlichung: 23. September 2024 |

### EPs
| Jahr | Titel Musiklabel                                         | Anmerkungen                                                                                         |
| ---- | -------------------------------------------------------- | --------------------------------------------------------------------------------------------------- |
| 2016 | In der Ruhe liegt die Kraft Bozz Music (Groove Attack)   | Erstveröffentlichung: 29. April 2016 erschienen als Teil der Deluxe-Box zu Beastmode II             |
| 2018 | In der Ruhe liegt die Kraft 2 Bozz Music (Groove Attack) | Erstveröffentlichung: 1. Februar 2018 erschienen als Teil der Deluxe-Box zu Beastmode 3             |
| 2018 | Poet Bozz Music (Groove Attack)                          | Erstveröffentlichung: 27. April 2018                                                                |
| 2019 | Katharsis Bozz Music (Groove Attack)                     | Erstveröffentlichung: 20. Dezember 2019 erschienen als Teil der Deluxe-Box zu Carlo Cokxxx Nutten 4 |

## Singles

### Als Leadmusiker
| Jahr | Titel Album                                       | Höchstplatzierung, Gesamtwochen, AuszeichnungChartplatzierungen (Jahr, Titel, Album, Platzierungen, Wochen, Auszeichnungen, Anmerkungen) | Höchstplatzierung, Gesamtwochen, AuszeichnungChartplatzierungen (Jahr, Titel, Album, Platzierungen, Wochen, Auszeichnungen, Anmerkungen) | Höchstplatzierung, Gesamtwochen, AuszeichnungChartplatzierungen (Jahr, Titel, Album, Platzierungen, Wochen, Auszeichnungen, Anmerkungen) | Anmerkungen                                                    |
| Jahr | Titel Album                                       | DE | AT | CH | Anmerkungen                                                    |
| ---- | ------------------------------------------------- | --- | --- | --- | -------------------------------------------------------------- |
| 2014 | Kinderspiel Purpur                                | — | — | — | Erstveröffentlichung: 19. Dezember 2014                        |
| 2016 | Beast Beastmode II                                | — | — | — | Erstveröffentlichung: 11. März 2016                            |
| 2016 | Kamikaze Beastmode II                             | — | — | — | Erstveröffentlichung: 25. März 2016                            |
| 2016 | In meiner Welt Beastmode II                       | — | — | — | Erstveröffentlichung: 8. April 2016 feat. Manuellsen           |
| 2017 | Intro Beastmode 3                                 | — | — | — | Erstveröffentlichung: 19. Dezember 2017                        |
| 2017 | Borderland Beastmode 3                            | — | — | — | Erstveröffentlichung: 22. Dezember 2017                        |
| 2017 | Zwei Schüsse Beastmode 3                          | — | — | — | Erstveröffentlichung: 29. Dezember 2017 feat. Gentleman & Azad |
| 2018 | Der stärkste Mensch Beastmode 3                   | — | — | — | Erstveröffentlichung: 12. Januar 2018 feat. MoTrip             |
| 2018 | Mein Leben für Deins Beastmode 3                  | — | — | — | Erstveröffentlichung: 19. Januar 2018                          |
| 2018 | Delami –                                          | — | — | — | Erstveröffentlichung: 31. August 2018 mit Mehrzad Marashi      |
| 2018 | Flamenco –                                        | — | — | — | Erstveröffentlichung: 5. Oktober 2018                          |
| 2019 | Ronin Carlo Cokxxx Nutten 4                       | DE5 (4 Wo.)DE | AT4 (3 Wo.)AT | CH4 (3 Wo.)CH | Erstveröffentlichung: 20. September 2019 mit Bushido           |
| 2019 | Lichter der Stadt Carlo Cokxxx Nutten 4           | DE12 (2 Wo.)DE | AT21 (1 Wo.)AT | CH13 (2 Wo.)CH | Erstveröffentlichung: 25. Oktober 2019 mit Bushido             |
| 2019 | Renegade Carlo Cokxxx Nutten 4                    | DE28 (1 Wo.)DE | AT46 (1 Wo.)AT | CH38 (1 Wo.)CH | Erstveröffentlichung: 22. November 2019 mit Bushido            |
| 2021 | E.G.J. Beastmode 4 – Kamikaze Samurai             | DE34 (1 Wo.)DE | AT49 (1 Wo.)AT | CH36 (1 Wo.)CH | Erstveröffentlichung: 5. Februar 2021 feat. Bushido & Saad     |
| 2021 | Bars Beastmode 4 – Kamikaze Samurai               | — | — | — | Erstveröffentlichung: 26. Februar 2021                         |
| 2021 | Animus vs. Strasse Beastmode 4 – Kamikaze Samurai | — | — | — | Erstveröffentlichung: 12. März 2021                            |
| 2021 | Krone Beastmode 4 – Kamikaze Samurai              | — | — | — | Erstveröffentlichung: 26. März 2021 feat. Ziya                 |
| 2021 | Exodus Beastmode 4 – Kamikaze Samurai             | — | — | — | Erstveröffentlichung: 16. April 2021                           |
| 2022 | A bolozwi –                                       | — | — | — | Erstveröffentlichung: 7. Februar 2022                          |
| 2023 | Knaben Bars Autopsie Vol. 1                       | — | — | — | Erstveröffentlichung: 3. November 2023                         |
| 2023 | Banana Bars Autopsie Vol. 1                       | — | — | — | Erstveröffentlichung: 22. Dezember 2023                        |
| 2024 | Revolvergebiss Autopsie Vol. 1                    | — | — | — | Erstveröffentlichung: 5. Januar 2024                           |
| 2024 | Brauner Beatle Bars Autopsie Vol. 1               | — | — | — | Erstveröffentlichung: 26. Juli 2024                            |
| 2024 | Schmackofatz –                                    | — | — | — | Erstveröffentlichung: 25. Oktober 2024                         |
| 2025 | Pitbull –                                         | — | — | — | Erstveröffentlichung: 24. Januar 2025 mit Cartel X             |
| 2025 | Borderland –                                      | — | — | — | Erstveröffentlichung: 8. März 2025 mit Cartel X                |
| 2025 | Das ist Deutschland –                             | — | — | — | Erstveröffentlichung: 24. Juli 2025 mit Massiv                 |
| 2025 | Akh –                                             | — | — | — | Erstveröffentlichung: 25. Juli 2025                            |

### Als Gastmusiker
| Jahr | Titel Album            | Höchstplatzierung, Gesamtwochen, AuszeichnungChartplatzierungen (Jahr, Titel, Album, Platzierungen, Wochen, Auszeichnungen, Anmerkungen) | Höchstplatzierung, Gesamtwochen, AuszeichnungChartplatzierungen (Jahr, Titel, Album, Platzierungen, Wochen, Auszeichnungen, Anmerkungen) | Höchstplatzierung, Gesamtwochen, AuszeichnungChartplatzierungen (Jahr, Titel, Album, Platzierungen, Wochen, Auszeichnungen, Anmerkungen) | Anmerkungen                                                        |
| Jahr | Titel Album            | DE | AT | CH | Anmerkungen                                                        |
| ---- | ---------------------- | --- | --- | --- | ------------------------------------------------------------------ |
| 2021 | H.M.P.2 Sonny Black II | DE72 (1 Wo.)DE | — | CH81 (1 Wo.)CH | Erstveröffentlichung: 3. Dezember 2021 Bushido feat. Saad & Animus |

## Musikvideos
- 2010: Die Stimme der Stummen
- 2010: Iran Azadi
- 2010: Ya Hero Ya Mero
- 2010: Sicherheit
- 2011: Kämpferherz
- 2011: Herzlos
- 2012: Bald
- 2012: Bester Freund 2012
- 2012: Lass uns sterben
- 2013: High Heels
- 2013: Schwarzes Tanktop
- 2014: Monster
- 2014: Die Purpurnen Flüsse (Outro)
- 2014: Kinderspiel
- 2015: B.H.N.A.Z.L.
- 2015: Richtig oder falsch
- 2015: Purpur
- 2015: Interlude
- 2015: Karma
- 2015: Leb für etwas, stirb für nichts
- 2016: In meiner Welt
- 2016: Ehre oder Ruhm
- 2016: Dreht sich
- 2016: Beast
- 2017: INTRO (Beastmode 3)
- 2019: Ronin
- 2019: Lichter der Stadt
- 2019: Renegade
- 2019: Okzident
- 2021: EGJ
- 2021: Bars
- 2021: Animus vs Strasse
- 2021: Krone
- 2021: Exodus
- 2023: Knaben Bars (Warm up)
- 2023: Banana Bars
- 2024: Revolvergebiss
- 2024: Brauner Beatle Bars
- 2024: Saigon Freestyle
- 2024: Schmackofatz
- 2025: Akh

## Promoveröffentlichungen
Freetracks
- 2007: Löwe (Juice-Exclusive! auf Juice-CD #80)
- 2007: New Kids on the Block (feat. Various Artists) (Juice Exclusive! auf Juice-CD #75)
- 2009: LH Shit (feat. Morlockk Dilemma)
- 2009: Selbstverständlich
- 2010: Gehe auf Feuer (feat. Careem)
- 2010: Die Stimme der Stummen
- 2010: Halt die Fresse 3 Allstars (feat. Various Artists)
- 2010: Ya Hero Ya Mero
- 2011: Kämpferherz
- 2011: Wir tun es
- 2011: Kämpf wie ein Löwe
- 2011: Herzlos
- 2023: Knaben Bars (Warm up)
- 2023: Banana Bars
- 2024: Revolvergebiss
- 2024: Brauner Beatle Bars
- 2024: Saigon Freestyle
- 2024: Schmackofatz

## Sonderveröffentlichungen
Gastbeiträge
- 2006: Ich such mein Licht auf Battle of the Words Level 2 von Roey Marquis II
- 2007: Wahre Worte auf Beat ’Em Up von Chimperator Productions
- 2011: Miese Lage auf GNN Mixtape Pt. 1 von Nyze
- 2012: Schönheit ist vergänglich auf Hinter blauen Augen von Fler
- 2013: Grizzly auf Blaues Blut von Fler
- 2013: Maschine auf Blaues Blut von Fler
- 2017: Fackeln auf Verstehste von Jeyz, Samson Jones & Manuellsen
- 2017: Gebe mein Leben auf NXTLVL von Azad
- 2019: SIG auf Der Bozz 2 von Azad
- 2019: Ronin auf CCN4 von Bushido

## Statistik

### Chartauswertung
|                     | DE    | AT    | CH    |
| ------------------- | ----- | ----- | ----- |
| Nummer-eins-Alben   | DE1DE | AT—AT | CH1CH |
| Top-10-Alben        | DE1DE | AT—AT | CH1CH |
| Alben in den Charts | DE6DE | AT3AT | CH4CH |

|                       | DE    | AT    | CH    |
| --------------------- | ----- | ----- | ----- |
| Nummer-eins-Singles   | DE—DE | AT—AT | CH—CH |
| Top-10-Singles        | DE1DE | AT1AT | CH1CH |
| Singles in den Charts | DE5DE | AT4AT | CH5CH |